# Richard Pankhurst (botaniste)
Richard John Pankhurst (1940-2013) est un informaticien, botaniste et universitaire britannique.

## Biographie
Il travaille au CERN de 1963 à 1966, puis participe à la conception assistée par ordinateur de l'université de Cambridge jusqu'en 1974.
Il devient ensuite conservateur de l'herbier britannique au Natural History Museum de 1974 à 1991.
En 1991, il est nommé comme agent scientifique principal au Royal Botanic Garden Edinburgh.
Il a publié plus de cinquante articles évalués par des pairs  et siège à plusieurs comités tels que :
- Botanical Society of the British Isles : Comité pour l'Ecosse ; Comité de la base de données
- Botanical Society of Scotland : Conseil
- Normes d'information sur la biodiversité (TDWG) : Groupe des descripteurs (en tant que responsable)
- Organisation internationale pour l'information sur les plantes : Comité des systèmes d'information, Comité des listes de contrôle (co-organisateur)

Son livre Biological Identification (1978) est considéré comme "le premier manuel sur les méthodes informatiques d'identification".
Pankhurst est décédé en 2013, soit un an après que l'espèce Taraxacum pankhurstianum, endémique de St. Kilda, ait été nommée en son honneur, en raison de sa suggestion de collecter la graine responsable de sa culture à Édimbourg,,.

## Œuvres marquantes
- Richard J. Pankhurst, Biological Identification: The Principles and Practice of Identification Methods in Biology, Edward Arnold, 1978 (ISBN 9780839113447, lire en ligne )
- Richard J. Pankhurst et J.M. Mullin, Flora of the Outer Hebrides, 1991 (ISBN 9781907807497)
- Richard J. Pankhurst, Practical Taxonomic Computing, Cambridge University Press, 1991 (ISBN 9780521417600)